# Посольство України в Перу
Посольство України в Республіці Перу (ісп. Embajada de Ucrania en el Perú, Lima) — дипломатична місія України в Перу. Фізично посольство розташовується в Перу в місті Ліма, але за сумісництвом опікується також Колумбією та Еквадором.

## Завдання посольства
Основне завдання Посольства України в Ліма представляти інтереси України, сприяти розвиткові політичних, економічних, культурних, наукових та інших зв'язків, а також захищати права та інтереси громадян і юридичних осіб України, які перебувають на території Республіки Перу, Республіки Еквадор та Республіки Колумбія.
Посольство сприяє розвиткові міждержавних відносин між Україною та Перу, Колумбією й Еквадором на всіх рівнях, з метою забезпечення гармонійного розвитку взаємних відносин, а також співробітництва з питань, що становлять взаємний інтерес. 

## Історія посольства
18 серпня 2003 року Указом Президента України №861/2003 Надзвичайним і Повноважним Послом України в Республіці Перу призначений Ігор Олегович Грушко, який став першим послом України в Перу. У жовтні 2003 року в м. Ліма відбулась інавгурація Посольства України в Республіці Перу. З 2004 року Грушко став за сумісництвом Послом України в Колумбії, а в 2006 році ще й Послом України в Еквадорі за сумісництвом. 
Указом Президента України №48/2013 від 29.01.2013 р. Надзвичайним і Повноважним Послом України в Республіці Перу призначений Олександр Миколайович Михальчук. 
Указом Президента України № 171/2018 від 19.06.2018 р. Надзвичайним і Повноважним Послом України в Республіці Перу призначений Ігор Юрійович Тумасов. 
Указом Президента України № 872/2022 від 23.12.2022 р. Надзвичайним і Повноважним Послом України в Республіці Перу призначений Юрій Юрійович Полюхович. 

## Керівники дипломатичної місії

### Посли України в Республіці Перу
| N | Країна  | Посол                               | Зображення | Термін                           |
| - | ------- | ----------------------------------- | ---------- | -------------------------------- |
| 1 | Україна | Грушко Ігор Олегович                |            | (2003—2006)                      |
| 2 | Україна | Харамінський Віктор Володимирович   |            | (2009—2013) Тимчасовий повірений |
| 3 | Україна | Михальчук Олександр Миколайович     |            | (2013—2017)                      |
| 4 | Україна | Богорад Владислав Олександрович     |            | (2017—2018) Тимчасовий повірений |
| 5 | Україна | Тумасов Ігор Юрійович               |            | (2018—2020)                      |
| 6 | Україна | Яворівський Ростислав Володимирович |            | (2020—2022) Тимчасовий повірений |
| 7 | Україна | Полюхович Юрій Юрійович             |            | (2022 —)                         |

### Посли України в Республіці Колумбія
| N | Країна  | Посол                   | Зображення | Термін                    |
| - | ------- | ----------------------- | ---------- | ------------------------- |
| 1 | Україна | Грушко Ігор Олегович    |            | (25.08.2004 - 14.06.2006) |
| 2 | Україна | Полюхович Юрій Юрійович |            | (20.06.2023 - )           |

### Посли України в Республіці Еквадор
| N | Країна  | Посол                           | Зображення | Термін                     |
| - | ------- | ------------------------------- | ---------- | -------------------------- |
| 1 | Україна | Никоненко Олександр Миколайович |            | (07.1997 - 03.2000)        |
| 2 | Україна | Богаєвський Юрій Вадимович      |            | (06.06.2002 - 03.04.2006 ) |
| 3 | Україна | Грушко Ігор Олегович            |            | (03.04.2006 - 14.06.2006 ) |
| 4 | Україна | Полюхович Юрій Юрійович         |            | (05.07.2023 - )            |

## Почесні консули
У серпні 1999 року започатковано діяльність Почесного консульства України в м. Кіто (Еквадор). Почесним консулом є еквадорський підприємець А.Гріффін-Баррос.
У грудні 2011 року започатковано діяльність Почесного консульства України в м. Гуайакіль (Еквадор). Почесним консулом є еквадорський підприємець Ф.Лассо-де-ла-Торре.
У березні 2012 року офіційно започатковано діяльність Почесного консульства України в Колумбії. Почесним консулом є колумбійський підприємець Л.-Б. Рамірез-Бранд. 

## Відносини з Перу

### Політичні відносини між Україною та Перу
Республіка Перу визнала незалежність України 26 грудня 1991. 7 травня 1992 було встановлено дипломатичні відносини між Україною та Перу.
У вересні 1993 посол Перу в Росії А. Лекарос де Коссіо вручив Президенту України Леоніду Кравчуку вірчі грамоти як перший посол Перу в Україні за сумісництвом. У травні 2000 року почало роботу Почесне консульство Перу в Україні. 
Побратимські зв'язки між містами України та Перу:
- 2007 - українське м. Бориспіль та перуанське м. Кальяо, уклали Угоду про співробітництво;
- 2010 - українське м. Київ та перуанське м. Ліма, уклали Договір про побратимство між містами щодо розвитку двостороннього співробітництва

### Торговельно-економічне співробітництво між Україною та Перу
З 2008 року існує двосторонній орган високого рівня - Спільна міжурядова українсько-перуанська комісія з питань торговельно-економічного співробітництва.
За даними Державної служби статистики України, у 2021 р. товарообіг між Україною та Перу становив 159,454 млн. дол. США (у 2020 р. - 73,068 млн. дол. США). Експорт українських товарів склав 128,017 млн. дол. США, а імпорт перуанської продукції 31,437 млн. дол. США. Позитивне для України сальдо зовнішньої торгівлі – 96,58 млн. дол. США.
Основні групи товарів: чорні метали (92,6%), жири та олії тваринного або рослинного походження (3%), реактори ядерні, котли, машини (0,8%), папір та картон (0,7%), електричні машини (0,5%), прилади та апарати оптичні, фотографічні (0,4%), скло та вироби зі скла (0,3%), палива мінеральні, нафта і продукти її перегонки (0,2%), органiчнi хiмiчнi сполуки (0,2%). 
Основні групи товарів імпорту: їстівні плоди та горіхи (54%), риба і ракоподібні (23%), насіння і плоди олійних рослин (6,1%), кава, чай (4,7%), екстракти дубильнi (3%), продукти неорганічної хімії (2,9%), реактори ядерні, котли, машини (2,3%), зернові культури (1,4%).
За 1-й місяць 2022 року двосторонній товарообіг склав 4,355 млн. дол. США: експорт товарів з України до Перу склав 2,205 млн. дол. США, імпорт перуанської продукції в Україну – 2,150 млн. дол. США.
У 2021 р. обсяги двосторонньої торгівлі послугами з Перу склали 1,985 млн. дол. США. Експорт українських послуг становив - 968 тис. дол. США, імпорт - 1,017 млн. дол. США. 
У серпні 2014 р. ВАТ «Мотор-Січ» відкрило своє представництво в м. Ліма.
Зважаючи на зростання будівельної галузі Перу збільшуватиметься потреба країни в металопродукції, в т.ч. українського виробництва. 

### Договірно-правова база між Україною та Перу
07.05.1992 - Протокол (у формі обміну нотами) про встановлення дипломатичних відносин між Україною та Республікою Перу;
30.04.1993 - Угода про повітряні комерційні відносини між авіаційними владами України і Республіки Перу;
04.05.1999 - Протокол про встановлення механізму політичних консультацій між МЗС України та МЗС Республіки Перу;
15.07.2004 (чинний з 08.06.2006 року) - Договір між Україною та Республікою Перу про дружні відносини та співробітництво;
15.07.2004 - Договір про співробітництво між дипломатичними академіями України та Республіки Перу;
16.07.2004 - Угода між Урядом України та Урядом Республіки Перу про взаємне визнання документів про освіту та вчені звання;
16.07.2004 - Договір між Українським антарктичним центром і Перуанським антарктичним інститутом про наукову, технічну та логістичну співпрацю;
16.07.2004 - Меморандум про взаєморозуміння між ТПП України і ТПП м. Ліма;
26.09.2004 (чинний з 26.09.2005 року) - Меморандум про взаєморозуміння та співробітництво між ТПП України та Національною Асоціацією промисловості Республіки Перу;
27.03.2005 - Угода між Урядом України та Урядом Республіки Перу про скасування віз для громадян, які користуються дипломатичними, службовими та спеціальними паспортами;
29.06.2005 - Меморандум про взаєморозуміння між Державним комітетом фінансового моніторингу України та Підрозділом фінансової розвідки Республіки Перу;
17.09.2005 - Меморандум про взаєморозуміння між Міністерством закордонних справ України та Міністерством закордонних справ Республіки Перу;
14.10.2005 - Протокол про наміри між мерією м.Ліма та Київською міською державною адміністрацією;
16.07.2004 (чинний з 07.11.2005 року) - Торговельно-економічна угода між Урядом України та Урядом Республіки Перу;
07.12.2005 - Протокол між Урядом України та Урядом Республіки Перу про взаємний доступ до ринків товарів і послуг у рамках Робочої групи з вступу України до СОТ;
13.12.2005 - Угода між Національною металургійною академією України і Національним інженерним університетом Перу про наукову та науково-технічну співпрацю;
06.03.2006 - Угода між Національною металургійною академією України і Національним перуанським університетом «Сан Маркос» про наукову та науково-технічну співпрацю;
09.03.2006 - Угода між Національною металургійною академією України і Перуанським приватним університетом «Алас Перуанас» про наукову та науково-технічну співпрацю;
29.04.2006 - Меморандум про взаєморозуміння між ДК «Укрспецекспорт» та Міністерством оборони Перу;
06.11.2006 - Угода між Національною металургійною академією України і Спілкою інженерів Перу про наукову та науково-технічну співпрацю;
05.06.2007 - Угода про співробітництво між м.Бориспіль та м.Кальяо;
05.06.2007 (чинний з 17.03.2008 року) - Протокол Першого спільного засідання українсько- перуанської Міжурядової комісії з питань торговельно- економічного співробітництва;
22.03.2009 - Угода між Національною металургійною академією України і Національним перуанським університетом «Даніель Альсідес Карріон» (м.Серро-де-Паско) про наукову та науково- технічну співпрацю;
25.02.2010 - Договір про побратимство між містом Київ (Україна) та містом Ліма (Республіка Перу) щодо розвитку двостороннього співробітництва;
30.05.2011 (чинний з 09.12.2011 року) - Рамкова угода між Урядом України та Урядом Республіки Перу щодо співробітництва у сфері космічної діяльності;
17.02.2011 (чинний з 20.01.2014 року) - Угода між Кабінетом Міністрів України і Урядом Республіки Перу про військово-технічне співробітництво;
25.09.2018 - Меморандум про взаєморозуміння у сфері інтелектуальної власності між Міністерством економічного розвитку і торгівлі України та Національним інститутом захисту конкуренції та охорони інтелектуальної власності Республіки Перу;
15.07.2021 (чинний з 27.10.2021 року) - Угода між Кабінетом Міністрів України та Урядом Республіки Перу про скасування візових вимог для короткострокового перебування. 

### Українська громада в Перу
Станом на 2019 р. проживає 283 українця. З 2020 р. статистика по українцях не ведеться. 
Більшість українців мешкає у столиці й найбільшому місті — Лімі. Також українці є в інших великих містах, таких, як Арекіпа, Трухільйо, Чиклайо.
У 1929 році в Перу оселилось 200 кубанських козаків на чолі із генералом Павлишенком, які, можливо, були українцями за етнічним походженням, хоча ідентичність у них була козацька або донська. Лише поодинокі переселенці-козаки усвідомлювали себе українцями.
У Перу немає українських шкіл та церков. Православні українці мають змогу відвідувати єдиний в державі православний храм — церкву св. Трійці у Лімі, яка входить до Константинопольської православної церкви (Avenida La Marina 401 Pueblo Libre, Lima 21). Культурне життя українців в Перу обмежується зустрічами у посольстві з приводу якихось урочистостей або поминальних заходів. Українська громада в Перу була офіційно створена в липні 2023. 
З 22 по 24 вересня 2023 року Посольство України в Перу та українська громада в Лімі, взяли участь у FICTE, організованому Муніципалітетом Мірафлорес у парку Салазар, де всі бажаючі могли ознайомитися з інформацією про культурні, туристичні та освітні можливості України.  

## Відносини з Колумбією

### Політичні відносини між Україною та Колумбією
Республіка Колумбія визнала незалежність України 27 травня 1992 року. Дипломатичні відносини між двома країнами встановлені 18 серпня 1992 року.
У 1998 році Посол Колумбії в Республіці Польща Ес. Варгас-Суарес вручила Президенту України Л.М.Кучмі вірчі грамоти в якості першого посла Колумбії в Україні за сумісництвом. Нині, Послом Колумбії в Україні за сумісництвом є Х.-Д. Ігуера-Анхель (основна резиденція м. Варшава).
З січня 2002 року започатковано діяльність Почесного консульства Колумбії в Україні. Почесний консул – Н.М.Мхитарян, Президент Корпорації «Познякижитлобуд».
У березні 2012 року офіційно започатковано діяльність Почесного консульства України в Колумбії. Почесним консулом є колумбійський підприємець Л.-Б. Рамірез-Бранд.
Щодо двосторонніх контактів:
- вересень 1995 року, зустріч Міністра закордонних справ України Г.Й.Удовенка з Міністром закордонних справ Колумбії Родриго Г. Пенья у ході роботи 50-ї сесії ГА ООН у Нью-Йорку;

- жовтень 1995 року, участь офіційної делегації на чолі з Прем’єр-міністром України Є.К.Марчуком у ХІ Конференції глав держав-членів Руху Неприєднання (м. Картахена, Колумбія);

- лютий 1998 року, зустріч Міністра закордонних справ України Г.Й.Удовенка в якості Голови 52-ї сесії ГА ООН з Віце-президентом Колумбії К.Лемос-Сіммондс (м. Брюссель, Бельгія);

- березень 2000 року, зустріч Першого заступника міністра закордонних справ України О.О.Чалого з Президентом Колумбії А.Пастраною (м. Саньяго, Чилі);

- грудень 2000 року, зустріч Першого заступника міністра закордонних справ України О.О.Чалого з Міністром закордонних справ Колумбії Г.Фернандес (м.Мехіко, Мексика);

- квітень 2003 року, візит до Колумбії Державного секретаря МЗС України В.Ю.Єльченка, в ході якого відбулися перші в історії двосторонніх взаємин політичних консультацій на рівні заступників глав зовнішньополітичних відомств;

- березень 2004 року, зустріч Міністра закордонних справ України К.І.Грищенка з Віце-президентом Колумбії Ф.Кальдерон в ході роботи 60-ї сесії Комісії ООН з прав людини;

- червень 2004 року, зустріч членів української делегації з Міністром закордонних справ Колумбії К.Барко в ході роботи Генеральної Асамблеї Організації Американських Держав (м. Кіто, Еквадор);

- вересень 2005 року, зустріч Міністра закордонних справ України Б.І.Тарасюка з Міністром закордонних справ Колумбії К.Барко в рамках ГА ООН у Нью-Йорку;

- січень 2010 року, зустріч Міністра закордонних справ України П.О.Порошенка з Міністром закордонних справ Колумбії Х.Бермудез в рамках Міжнародної конференції з питань врегулювання ситуації в Афганістані;

- вересень 2011 року, зустріч Міністра закордонних справ України К.І.Грищенка з Міністром закордонних справ Колумбії М.-А.Ольгін-Куельар на сесії ГА ООН у Нью-Йорку;

- жовтень 2011 року, візит в Україну колумбійської урядової делегації на чолі із Заступником Міністра закордонних справ Колумбії з питань багатостороннього співробітництва П.Лондоньо-Харамільо;

- серпень 2013 року, перший в історії офіційний візит до Колумбії Міністра закордонних справ України Л.О.Кожари;

- травень 2016 року, українсько-колумбійські політичні консультації на рівні заступників міністрів закордонних справ (у режимі відео-конференції);

- березень 2017 року, візит до Колумбії делегації Міністерства економічного розвитку і торгівлі України;

- травень 2017 року, візит в Україну Голови Сенату Конгресу Колумбії М.Ліскано-Аранго;

- 24 вересня 2019 року відбулася зустріч Міністра закордонних справ України В.В.Пристайка з Міністром закордонних справ Колумбії К.Хольмес-Трухільйо на сесії ГА ООН у Нью-Йорку, у ході якої було підписано Угоду між Кабінетом Міністрів України та Урядом Республіки Колумбія про взаємне скасування візових вимог для пред’явників звичайних паспортів та інших проїзних документів. Угода набула чинності з 17 квітня 2020 року.

- 2 квітня 2022 року відбулася телефонна розмова Президента України В.О.Зеленського з Президентом Колумбії І.Дуке (перший контакт між главами держав в історії українсько-колумбійських відносин).

- 10 грудня 2007 року Палата Представників Конгресу Колумбії засудила Голодомор в Україні 1932-1933 років, як акт геноциду українського народу (резолюція № 079 від 10.12.2007 р.).

- 27 березня 2014 року колумбійська делегація голосувала «за» резолюцію ГА ООН 68/262 «Територіальна цілісність України».

- 24 лютого 2022 р. Президент Колумбії І.Дуке рішуче засудив навмисний і невиправданий напад Росії на Україну, наголосивши, що ця агресія загрожує не лише суверенітету України, а й миру у всьому світі.

- 2 березня 2022 р. Колумбія проголосувала «за» резолюцію ГА ООН «Агресія проти України».

- 24 березня 2022 р. Колумбія підтримала резолюцію ГА ООН "Гуманітарні наслідки агресії проти України".

- 7 квітня 2022 р. Колумбія підтримала резолюцію ГА ООН "Призупинення права членства Російської Федерації в Раді ООН з прав людини", 21 квітня 2022 р. - рішення про припинення статусу постійного спостерігача рф при ОАД, а 27 квітня 2022 р. - рішення про припинення членства рф у Всесвітній туристичній організації.

- 26 травня 2022 р. Колумбія проголосувала «за» резолюцію Асамблеї Всесвітньої організації охорони здоров’я "Надзвичайна ситуація в галузі охорони здоров'я в Україні та країнах, які приймають та розміщують біженців, що виникла внаслідок агресії Російської Федерації".

- 18 березня 2022 р. уряд Колумбії через Агенцію ООН з питань біженців (ACNUR) виділив 100 тис.дол.США на гуманітарні цілі Україні. 9 травня 2022 р. колумбійська сторона додатково виділила таку ж суму через ACNUR.

### Торговельно-економічне співробітництво між Україною та Колумбією
У 2021 р. обсяг двосторонньої торгівлі між Україною та Колумбією склав 312,320 млн. дол. США. Обсяг вітчизняного експорту становив 226,507 млн. дол., імпорту – 85,813 млн. дол. США. Позитивне для України сальдо склало 140,694 млн. дол. США.
Основу українського експорту становлять: чорні метали (94,4%) та вироби з них (1,7%); зернові культури (1,6%); фармацевтична продукція (0,9%); цукор і кондитерські вироби з цукру (0,5%).
Основу українського імпорту становлять: їстівні плоди та горіхи (46,8%); палива мінеральні, нафта і продукти її перегонки (26,8%); чорні метали (10,1%); кава, чай (8,4%); живі дерева та інші рослини (2,1%); різноманітна хімічна продукція (2%); шкури (1,7%).
За 1-й місяць 2022 року двосторонній товарообіг склав 34,268 млн. дол. США: експорт товарів з України до Колумбії склав 14,206 млн. дол. США, імпорт колумбійської продукції в Україну – 20,062 млн. дол. США.
У 2021 р. обсяги двосторонньої торгівлі послугами з Колумбією склали 1,008 млн. дол. США. Експорт українських послуг становив - 752 тис. дол. США, імпорт – 256 тис. дол. США. Значна частка українського експорту припадає на ділові послуги, послуги у сфері телекомунікації, комп'ютерні та інформаційні послуги, та послуги, пов’язані з подоражами.
У 2019 навчальному році у вищих навчальних закладах України навчалося 14 громадян Колумбії.  

### Договірно-правова база між Україною та Колумбією
18.08.1992 р. - Протокол про встановлення дипломатичних відносин між Україною та Республікою Колумбія;
01.12.2000 р. - Меморандум про взаєморозуміння між МЗС України та Колумбії;
25.10.2004 р. - Меморандум про взаєморозуміння між Державним департаментом фінансового моніторингу, що діє у складі Міністерства фінансів України та Підрозділом фінансової інформації та аналізу Міністерства фінансів та громадського кредиту Республіки Колумбія щодо співробітництва в сфері обміну фінансовими відомостями, пов'язаними з відмиванням грошей;
15.06.2006 р. - Протокол про взаємний доступ до ринків товарів і послуг в рамках процесу вступу України до СОТ;
21.08.2013 р. (чинний з 16.03.2015 року) - Угода між Кабінетом Міністрів України та Урядом Республіки Колумбія про звільнення від оформлення віз громадян, які користуються дипломатичними, службовими та/або офіційними паспортами;
24.09.2019 р. (чинний з 17.04.2020 року) - Угода між Кабінетом Міністрів України та Урядом Республіки Колумбія про взаємне скасування візових вимог для пред’явників звичайних паспортів та інших проїзних документів. 

### Українська громада в Колумбії
Перша хвиля українських іммігрантів до Колумбії відбулася за часів Радянського Союзу. Більшість із них приїхала з Польщі, а також з Югославії та Радянської України. На відміну від Аргентини, Бразилії, Венесуели та Сполучених Штатів, Колумбія не була обраним пунктом призначення для мігрантів, які повинні шукати притулку на батьківщині. Оскільки офіційного посольства України в Колумбії немає, важко підрахувати, скільки нащадків цих українських іммігрантів є в країні.
У 2010-х роках колумбійський музикант українського походження Янко Богдан Пеньяфорт Лобунець заснував гурт «Лос Янковерс» («ісп. Los Iankovers»), який виконує латиноамериканські та українські народні пісні в Латинській Америці і Європі. Українці в Колумбії
Станом на 2022 рік, відповідно до заяви почесного консула України в Колумбії Луїса Брандта, в Колумбії проживає близько 400 українців. 

## Відносини з Еквадором

### Політичні відносини між Україною та Еквадором
Республіка Еквадор визнала незалежність України 2 січня 1992 року.
Дипломатичні відносини між двома країнами встановлені 27 квітня 1993 року.
У жовтні 1997 року Посол Еквадору в Австрії П. Паласіос-Севальйос вручив вірчі грамоти в якості першого Посла Еквадору в Україні за сумісництвом.
З жовтня 2000 року Почесним консулом Еквадору в Україні є директор ГО «Рада економічного співробітництва «Україна – Латинська Америка» Ю.Г.Овчаренко.
У травні 2004 року відбувся перший в історії офіційний візит в Україну Міністра закордонних справ Республіки Еквадор П.Зукіланди.
У листопаді 2005 року у м. Кіто пройшли українсько-еквадорські політичні консультації на рівні заступників міністрів закордонних справ.
24 вересня 2019 року відбулася зустріч Міністра закордонних справ України В.В.Пристайка з Міністром закордонних справ Еквадору Х.Валенсіа на сесії ГА ООН у Нью-Йорку, у ході якої було підписано Угоду між Кабінетом Міністрів України та Урядом Республіки Еквадор про взаємне скасування візових вимог. Угода набула чинності з 2 квітня 2020 року.
14 червня 2022 року відбулася телефонна розмова Президента України В.Зеленського з Президентом Еквадору Г.Лассо (перший контакт глав держав в історії українсько-еквадорських відносин).
30 жовтня 2007 року Національний Конгрес Еквадору визнав Голодомор в Україні 1932-1933 років актом геноциду українського народу (резолюція № 28-102 від 30.10.2007 р.).
24 лютого 2022 р. Президент Еквадору Г.Лассо засудив рішення Росії розпочати військові дії проти України, зазначивши, що це є порушенням суверенітету та територіальної цілісності України, принципів Статуту ООН.
2 березня 2022 р. Еквадор підтримав резолюцію ГА ООН "Агресія проти України".
Еквадор проголосував "за" резолюції ГА ООН "Гуманітарні наслідки агресії проти України" від 24 березня 2022 р. та "Призупинення права членства Російської Федерації в Раді ООН з прав людини" від 7 квітня 2022 р.
21 квітня 2022 р. Еквадор підтримав рішення про припинення статусу постійного спостерігача РФ при ОАД, 27 квітня 2022 р. - рішення про припинення членства РФ у Всесвітній туристичній організації, а 26 травня 2022 р. - резолюцію Асамблеї Всесвітньої організації охорони здоров’я “Надзвичайна ситуація в галузі охорони здоров'я в Україні та країнах, які приймають та розміщують біженців, що виникла внаслідок агресії Російської Федерації”. 

### Торговельно-економічне співробітництво між Україною та Еквадором
За даними Державної служби статистики України, у 2021 р. обсяг двосторонньої торгівлі між Україною та Еквадором склав 160,922 млн. дол. США (у 2020 р. - 127,212 млн.дол.США). Обсяг вітчизняного експорту становив 4,278 млн. дол., імпорту – 156,644 млн. дол. США.
Основу українського експорту становлять: продукцiя борошномельно-круп'яної промисловості (54,6%); палива мінеральні, нафта і продукти її перегонки (11,6%); цукор і кондитерські вироби з цукру (7,2%); прилади та апарати оптичні, фотографічні (6,2%); жири та олії тваринного або рослинного походження (5,2%); електричні машини (4,4%);  пластмаси, полімерні матеріали (3,1%); сіль, сірка, землі та каміння (2,3%); реактори ядерні, котли, машини (1,3%); вироби з недорогоцінних металiв (1,1%).
Основу українського імпорту становлять: їстівні плоди та горіхи (80,1%); риба та ракоподібні (15,6%); живі дерева та інші рослини (2,5 %); продукти переробки овочів (0,7%); різнi харчовi продукти (0,6%).
За 1 місяць 2022 року товарообіг між Україною та Еквадором склав 15,154 млн. дол. США. Експорт українських товарів склав 1,286 млн.дол. США, імпорт еквадорської продукції в Україну – 13,868 млн. дол. США.
У 2021 р. обсяги двосторонньої торгівлі послугами з Еквадором склали 1,844 млн. дол. США. Експорт українських послуг становив – 1,600 млн. дол. США, імпорт – 244 тис. дол. США. Значна частка українського експорту припадає на послуги, пов’язані з подоражами.
Загалом, обсяги торговельно-економічного співробітництва України з Еквадором перевищують аналогічні показники з іншими країнами Андської співдружності. З країн Південної Америки після Бразилії Україна найбільше імпортує з Еквадору.
У 2019 році у вищих навчальних закладах Україні навчалося 680 громадян Еквадору (переважно медичні та технічні спеціальності). 

### Договірно-правова база між Україною та Еквадором
27.04.1993 р. - Протокол про встановлення дипломатичних відносин між Україною та Республікою Еквадор;
12.05.1999 р. - Протокол про встановлення механізму політичних консультацій між МЗС України та МЗС Еквадору;
12.11.2001 р. (чинний з 13.05.2004 року) - Договір про дружні відносини та співробітництво між Україною та Республікою Еквадор;
12.05.2004 р. - Меморандум про співробітництво між ТПП України та Корпорацією сприяння експорту та інвестиціям Еквадору;
24.09.2019 р. (чинний з 02.04.2020 року) - Угода між Кабінетом Міністрів України та Урядом Республіки Еквадор про взаємне скасування візових вимог. 

### Українська громада в Еквадорі
Станом на 2022 рік в Еквадорі проживає 346 українців. Окремої української діаспори тут немає. 